# Ally Wollaston
Ally Wollaston (Auckland, 4 gennaio 2001) è una pistard e ciclista su strada neozelandese che corre per il team FDJ-Suez. Specialista dell'endurance su pista, nel 2024 ha vinto due medaglie ai Giochi olimpici di Parigi e due titoli mondiali.

## Palmarès

### Pista
- 2019

Campionati neozelandesi, Scratch Junior
Campionati del mondo, Inseguimento individuale Junior
3ª prova Coppa del mondo 2019-2020, Inseguimento a squadre (Hong Kong, con Emily Shearman, Nicole Shields, Michaela Drummond e Jessie Hodges)
- 2020

Campionati neozelandesi, Inseguimento a squadre (con Nina Wollaston, Jaime Nielsen e Jessie Hodges)
Campionati neozelandesi, Americana (con Jessie Hodges)
- 2021

Campionati neozelandesi, Americana (con Jessie Hodges)
Campionati neozelandesi, Omnium
Campionati oceaniani, Omnium
- 2022

Campionati neozelandesi, Americana (con Jessie Hodges)
Campionati neozelandesi, Omnium
Campionati oceaniani, Inseguimento a squadre (con Prudence Fowler, Bryony Botha ed Ella Wyllie)
Campionati oceaniani, Americana (con Bryony Botha)
Campionati oceaniani, Scratch
Campionati oceaniani, Omnium
Singen, Omnium
Dudenhofen, Omnium
- 2023

Adelaide Track League, Omnium
1ª prova Coppa delle Nazioni, Corsa a eliminazione (Giacarta)
1ª prova Coppa delle Nazioni, Inseguimento a squadre (Giacarta, con Michaela Drummond, Bryony Botha ed Emily Shearman)
1ª prova Coppa delle Nazioni, Omnium (Giacarta)
2ª prova Coppa delle Nazioni, Omnium (Il Cairo)
New Zealand GP, Scratch
New Zealand GP, Corsa a punti
New Zealand GP, Omnium
New Zealand GP, Corsa a eliminazione
- 2024

1ª prova Coppa delle Nazioni, Omnium (Adelaide)
1ª prova Coppa delle Nazioni, Inseguimento a squadre (Adelaide, con Michaela Drummond, Bryony Botha, Samantha Donnelly ed Emily Shearman)
1ª prova Coppa delle Nazioni, Corsa a eliminazione (Adelaide)
Campionati oceaniani, Inseguimento a squadre (con Emily Shearman, Bryony Botha ed Michaela Drummond)
Campionati oceaniani, Corsa a punti
Campionati oceaniani, Scratch
Campionati oceaniani, Omnium
Campionati oceaniani, Corsa a eliminazione
Campionati del mondo, Corsa a eliminazione
Campionati del mondo, Omnium

### Strada
- 2018 (Juniores)

Campionati neozelandesi, Prova in linea Junior
- 2019 (Juniores)

Campionati neozelandesi, Prova in linea Junior
- 2022 (NXTG by Experza, due vittorie)

Grand Prix du Morbihan
1ª tappa Giro del Belgio (Blankenberge > Dudzele)
- 2023 (AG Insurance-Soudal Quick-Step, quattro vittorie)

Campionati neozelandesi, Prova a cronometro Under-23
Campionati neozelandesi, Prova in linea Elite
2ª tappa Festival Elsy Jacobs (Lussemburgo > Garnich)
Classifica generale Festival Elsy Jacobs
- 2024 (AG Insurance-Soudal Team, tre vittorie)

1ª tappa Tour Down Under femminile (Hahndorf > Campbelltown)
1ª tappa Volta Ciclista a Catalunya Femenina (Manresa > Manresa)
3ª tappa Volta Ciclista a Catalunya Femenina (Molins de Rei > Barcellona)
- 2025 (FDJ-SUEZ, quattro vittorie)

Surf Coast Classic femminile
Cadel Evans Great Ocean Road Race
Clasica de Almeria WE
Classifica generale Tour of Britain Women

#### Altri successi
- 2021 (NXTG by Experza)

Haasdonk
- 2022 (NXTG by Experza)

National Criterium Championships - New Zealand
Classifica a punti Giro del Belgio
- 2023 (AG Insurance-Soudal Quick-Step)

Schwalbe Classic
National Criterium Championships - New Zealand
Classifica a punti Festival Elsy Jacobs
Classifica giovani Festival Elsy Jacobs
- 2024 (AG Insurance-Soudal Team)

Classifica a punti Volta Ciclista a Catalunya Femenina
Victorian Criterium Championships

## Piazzamenti

### Grandi Giri
- Giro d'Italia

2023: 46ª
- Tour de France

2022: non partita (3ª tappa)

### Classiche monumento
- Giro delle Fiandre

2023: 76ª
- Liegi-Bastogne-Liegi

2023: 83ª

### Competizioni mondiali
- Campionati del mondo su pista

Aigle 2018 - Inseguimento a squadre Junior: 2ª
Aigle 2018 - Scratch Junior: 13ª
Francoforte sull'Oder 2019 - Inseg. a squadre Junior: 2ª
Francoforte sull'Oder 2019 - Ins. individuale Junior: vincitrice
Francoforte sull'Oder 2019 - Americana Junior: 14ª
Roubaix 2021 - Omnium: 10ª
Roubaix 2021 - Americana: 9ª
St. Quentin-en-Yv. 2022 - Corsa a eliminazione: 10ª
St. Quentin-en-Yv. 2022 - Americana: 8ª
Glasgow 2023 - Inseguimento a squadre: 2ª
Glasgow 2023 - Omnium: 6ª
Glasgow 2023 - Americana: 7ª
Ballerup 2024 - Scratch: 3ª
Ballerup 2024 - Corsa a punti: 4ª
Ballerup 2024 - Corsa a eliminazione: vincitrice
Ballerup 2024 - Omnium: vincitrice
- Campionati del mondo su strada

Glasgow 2023 - In linea Under-23: ritirata
- Giochi olimpici

Parigi 2024 - Inseguimento a squadre: 2ª
Parigi 2024 - Omnium: 3ª